# Bladzuigkracht

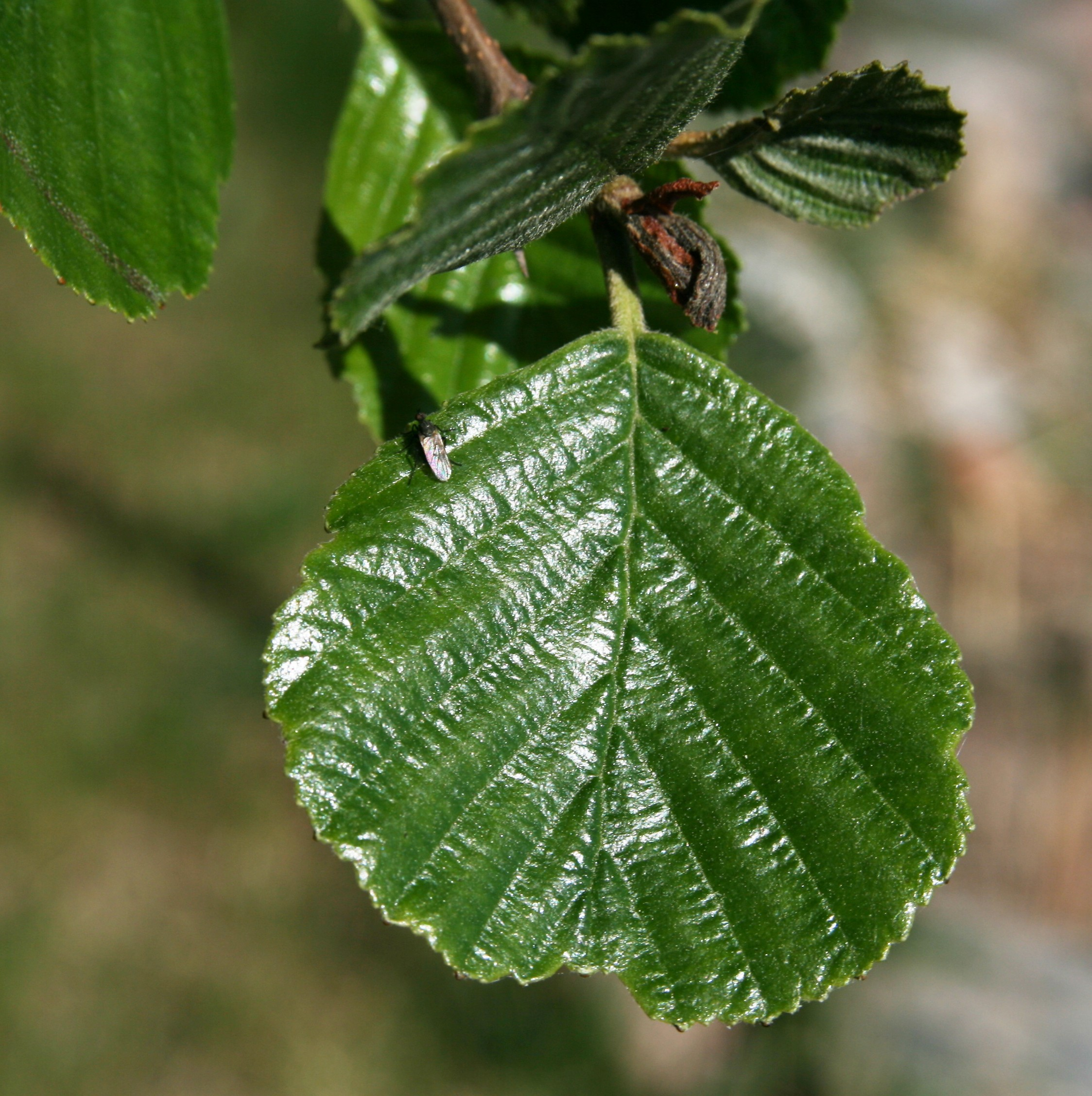
Het blad van een zwarte els

De bladzuigkracht is de zuigkracht waarmee water met voedingsstoffen in planten omhoog worden gezogen.
De bladzuigkracht ontstaat door transpiratie van water bij de huidmondjes aan het bladoppervlak en de oppervlaktespanning van het water in het blad. Het water, dat door het xyleem omhoog gezogen wordt, kan zo voedingsstoffen van de wortels naar de bladeren van de plant transporteren. De bladzuigkracht speelt een belangrijkere rol bij het watertransport in planten dan worteldruk of capillaire werking.